# Вукићевица
Вукићевица је насеље у градској општини Обреновац у граду Београду. Према попису из 2022. било је 502 становника.

## Историја
Први помен села у турско доба је забележен у попису (тефтеру) за хиџретску 934. годину, тј. 1527/1528. годину по садашњем рачунању времена.
Транскрибован на модерни турски, са османске арабице, унос са 240. странице тефтера TD 144 је гласио овако:
Vukigoviçe karye, Valyeva nahiye - Село Вукићовица, Нахија Ваљево

## Демографија
У насељу Вукићевица живи 528 пунолетних становника, а просечна старост становништва износи 40,8 година (40,9 код мушкараца и 40,6 код жена). У насељу има 178 домаћинстава, а просечан број чланова по домаћинству је 3,79.
Ово насеље је великим делом насељено Србима (према попису из 2002. године), а у последња три пописа, примећен је пад у броју становника.
|  |

| Демографија | Демографија | Демографија |
| Година      | Становника  | Становника  |
| ----------- | ----------- | ----------- |
| 1948.       | 847         |             |
| 1953.       | 884         |             |
| 1961.       | 841         |             |
| 1971.       | 762         |             |
| 1981.       | 753         |             |
| 1991.       | 750         | 730         |
| 2002.       | 675         | 685         |

| Етнички састав према попису из 2002.‍ | Етнички састав према попису из 2002.‍ | Етнички састав према попису из 2002.‍ | Етнички састав према попису из 2002.‍ | Етнички састав према попису из 2002.‍ |
| ------------------------------------ | ------------------------------------ | ------------------------------------ | ------------------------------------ | ------------------------------------ |
|                                      |                                      |                                      |                                      |                                      |
| Срби                                 | Срби                                 |                                      | 660                                  | 97,77%                               |
| Роми                                 | Роми                                 |                                      | 9                                    | 1,33%                                |
| Бошњаци                              | Бошњаци                              |                                      | 2                                    | 0,29%                                |
| Хрвати                               | Хрвати                               |                                      | 1                                    | 0,14%                                |
| Југословени                          | Југословени                          |                                      | 1                                    | 0,14%                                |
| непознато                            | непознато                            |                                      | 2                                    | 0,29%                                |

| Година пописа     | 1948. | 1953. | 1961. | 1971. | 1981. | 1991. | 2002. |
| ----------------- | ----- | ----- | ----- | ----- | ----- | ----- | ----- |
| Број домаћинстава | 156   | 161   | 178   | 179   | 184   | 199   | 178   |

| Број чланова      | 1  | 2  | 3  | 4  | 5  | 6  | 7  | 8 | 9 | 10 и више | Просек |
| ----------------- | -- | -- | -- | -- | -- | -- | -- | - | - | --------- | ------ |
| Број домаћинстава | 25 | 35 | 20 | 38 | 23 | 16 | 16 | 1 | 3 | 1         | 3,79   |

| Пол    | Укупно | Неожењен/Неудата | Ожењен/Удата | Удовац/Удовица | Разведен/Разведена | Непознато |
| ------ | ------ | ---------------- | ------------ | -------------- | ------------------ | --------- |
| Мушки  | 287    | 80               | 179          | 17             | 11                 | 0         |
| Женски | 276    | 41               | 178          | 52             | 5                  | 0         |
| УКУПНО | 563    | 121              | 357          | 69             | 16                 | 0         |

| Пол    | Укупно                    | Пољопривреда, лов и шумарство | Рибарство                            | Вађење руде и камена | Прерађивачка индустрија       |
| ------ | ------------------------- | ----------------------------- | ------------------------------------ | -------------------- | ----------------------------- |
| Мушки  | 180                       | 111                           | 0                                    | 0                    | 25                            |
| Женски | 92                        | 65                            | 0                                    | 0                    | 7                             |
| УКУПНО | 272                       | 176                           | 0                                    | 0                    | 32                            |
| Пол    | Производња и снабдевање   | Грађевинарство                | Трговина                             | Хотели и ресторани   | Саобраћај, складиштење и везе |
| Мушки  | 3                         | 4                             | 7                                    | 0                    | 13                            |
| Женски | 0                         | 0                             | 6                                    | 1                    | 1                             |
| УКУПНО | 3                         | 4                             | 13                                   | 1                    | 14                            |
| Пол    | Финансијско посредовање   | Некретнине                    | Државна управа и одбрана             | Образовање           | Здравствени и социјални рад   |
| Мушки  | 0                         | 2                             | 7                                    | 1                    | 6                             |
| Женски | 1                         | 0                             | 2                                    | 3                    | 6                             |
| УКУПНО | 1                         | 2                             | 9                                    | 4                    | 12                            |
| Пол    | Остале услужне активности | Приватна домаћинства          | Екстериторијалне организације и тела | Непознато            | Непознато                     |
| Мушки  | 1                         | 0                             | 0                                    | 0                    | 0                             |
| Женски | 0                         | 0                             | 0                                    | 0                    | 0                             |
| УКУПНО | 1                         | 0                             | 0                                    | 0                    | 0                             |